# Spes
Spes is in de Romeinse mythologie de godin van de hoop. Deze naam is identiek aan het Latijnse woord dat zij personifieert. Bij de Grieken stond ze bekend als Elpis.
Ze wordt ook de Ultima Dea (de "Laatste Godin") genoemd, omdat zij letterlijk de laatste hoop van de mensheid is. Spes wordt afgebeeld met de Hoorn des Overvloeds en bloemen. Haar belangrijkste tempel stond op het Forum Holitorium.

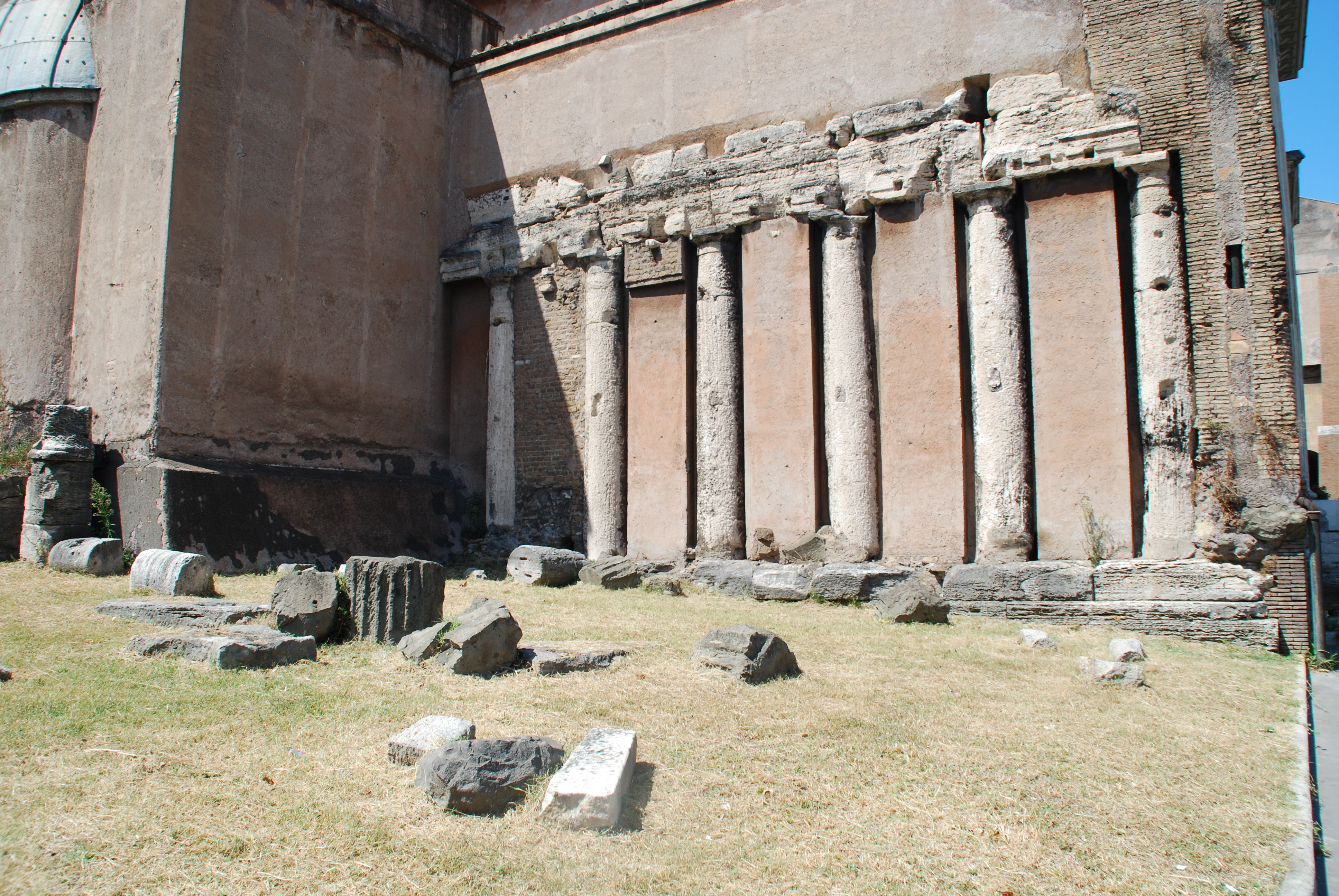
Zuilen van de Tempel van Spes, ingebouwd in de kerk San Nicola in Carcere.